# Манькута, Владислав Анатольевич
Владислав Анатольевич Манькута (24 апреля 1968) — советский и украинский футболист, нападающий и полузащитник.

## Биография
В 1985—1986 годах выступал за дубль донецкого «Шахтёра», сыграл 17 матчей в первенстве дублёров.
На взрослом уровне начал выступать в 1988 году в команде «Звезда» (Кировоград) во второй лиге. Затем играл во второй и второй низшей лиге за «Нефтяник» (Ахтырка), «Новатор» (Мариуполь), «Вулкан» (Петропавловск-Камчатский), «Шахтёр» (Павлоград), «Авангард» (Ровно). В составе клуба из Ровно стал финалистом Кубка Украинской ССР 1991 года, в одном из финальных матчей отличился голом.
После распада СССР выступал в первой лиге Украины за «Верес» (Ровно) и во второй лиге — за «Химик» (Житомир), «Азовец» (Мариуполь), «Медита» (Шахтёрск). В 1994—1995 годах играл в третьей лиге России за «Источник» (Ростов-на-Дону).
В 1995 году перешёл в казахстанский «Актобе». Первый матч в чемпионате Казахстана сыграл 2 июня 1995 года против «Кайрата», а первый гол забил 18 августа 1995 года в ворота «Востока». Летом 1997 года перешёл в «Кайсар», где выступал до 1999 года, после чего завершил профессиональную карьеру. Всего в высшей лиге Казахстана сыграл 104 матча и забил 4 гола. В составе «Кайсара» — финалист (1998) и обладатель (1999) Кубка Казахстана.
После окончания карьеры занимался бизнесом в Донецке.